# Пхё Пхё Аунг
Пхё Пхё Аунг (бирм. ဖြိုးဖြိုးအောင်; род. 25 августа 1988) — студенческая активистка и бывшая политзаключённая из Бирмы (Мьянма). Её отец также активист, при военном режиме его неоднократно арестовывали и приговаривали к длительным срокам заключения. В 1989 году, когда Пхё Пхё был год, её отца арестовали и приговорили к 20 годам заключения. В 2021 году Пхё Пхё была удостоена Международной женской награды за отвагу.

## Политическое заключение
Пхё Пхё Аунг участвовала в Шафрановой революции в 2007 году, после чего скрывалась. Вместе со своим отцом она собирала тела для возможности захоронения после того, как циклон Наргис обрушился на район Дельты в мае 2008 года. Оба были арестованы, как и другие, после возвращения в Янгон. В июне 2008 года военный режим приговорил её к 4 годам лишения свободы. Во время заключения она изучала гражданское строительство. Пхё Пхё была освобождена из тюрьмы Моламьяйна в октябре 2011 года, после чего в возрасте 27 лет стала генеральным секретарём Всебирманской федерации студенческих союзов (ABFSU) и членом Руководящего комитета Движения за демократическое образование. Пхё Пхё стала видным лидером кампании по реформе образования в 2014—2015 годах.
Пхё Пхё была одним из лидеров студенческого марша из Мандалая в Янгон в знак протеста против принятия нового закона о национальном образовании, протест был жестоко подавлен полицией Мьянмы в городке Летпадан 10 марта 2015 года. Пхё Пхё присутствовала на встречах с министрами и различными заинтересованными сторонами для обсуждения законопроекта об образовании и реформы в Янгоне, после чего была арестована.

## Награды и признание
Отвагу Пхё Пхё высоко оценил бывший американский президент Джордж Буш. Она получила гражданскую премию Бирмы за 2015 год. Amnesty International объявила её узницей совести.
В Международный женский день в 2021 году госсекретарь США Энтони Блинкен вручил Пхё Пхё Международную женскую премию за отвагу. Церемония была виртуальной из-за пандемии COVID-19, на ней выступила первая леди, доктор Джилл Байден.
Пхё Пхё была освобождена в апреле 2016 года.